# 云南娃儿藤
云南娃儿藤（学名：Tylophora yunnanensis）是夹竹桃科娃儿藤属的植物，是中国的特有植物。分布在中国大陆的云南、四川、贵州等地，生长于海拔2,000米的地区，多生于山坡、向阳旷野和草地上，目前尚未由人工引种栽培。
其种加词 yunnanensis 意为“云南的”。

## 别名
野辣椒、金线包、小白薇、白龙须、老妈妈针线包、野辣子、水辣子、蛇辣子、山辣子（云南）